# 十島駅
十島駅（とおしまえき）は、山梨県南巨摩郡南部町十島にある、東海旅客鉄道（JR東海）身延線の駅である。
山梨県内の鉄道駅では最も南に位置する。

## 歴史
- 1918年（大正7年）
  - 8月10日：富士身延鉄道線が芝川駅から延伸、その終着駅として十島停留場が開設[1]。
  - 10月8日：富士身延鉄道線が内船南部駅まで延伸[1]。
- 1936年（昭和11年）6月22日：十島駅に昇格（認可日）[2]。
- 1938年（昭和13年）10月1日：富士身延鉄道を鉄道省（国鉄の前身）が借上げ[1]。
- 1941年（昭和16年）5月1日：国有化され、鉄道省身延線の駅となる[1]。
- 1972年（昭和47年）9月20日：貨物取扱廃止[2]。
- 1982年（昭和57年）2月26日：荷物扱い廃止[2]。
- 1983年（昭和58年）6月1日：無人駅化[3]。
- 1987年（昭和62年）4月1日：国鉄分割民営化に伴い、JR東海の駅となる[1][2]。
- 1994年（平成6年）3月：駅舎改築。

## 駅構造
島式ホーム1面2線を有する地上駅。線路はほぼ東西に走り駅舎はその北側に設けられている。のりばは駅舎側から1番線、2番線でそれぞれ富士方面、甲府方面列車が発着する。
当駅はその他に側線を3本備え、うち1本は1番線の北側に、後の2本は2番線南側にある。ホーム井出方端は緩やかな坂になっており、これを下った所から遮断機・警報機付の構内踏切が1番線の線路を越えて駅舎に伸びている。
ホーム上には大きな庇を備える木造待合所がある。また駅構内稲子寄り1番線線路脇にはブロック積み一階建ての建物があり、身延工務区の十島休憩所となっている。
駅舎は1994年（平成6年）に改築されたものでコンクリート打ち放し1階建ての小さな建物となっている。切り妻屋根が特徴で、内部には待合所と業務用の倉庫が設けられている。1983年（昭和58年）に無人駅となり、自動券売機が無いため当駅で切符を購入することは出来ない。身延駅管理。

### のりば
| 番線 | 路線      | 方向 | 行先           |
| ---- | --------- | ---- | -------------- |
| 1    | CC 身延線 | 上り | 富士方面       |
| 2    | CC 身延線 | 下り | 身延・甲府方面 |

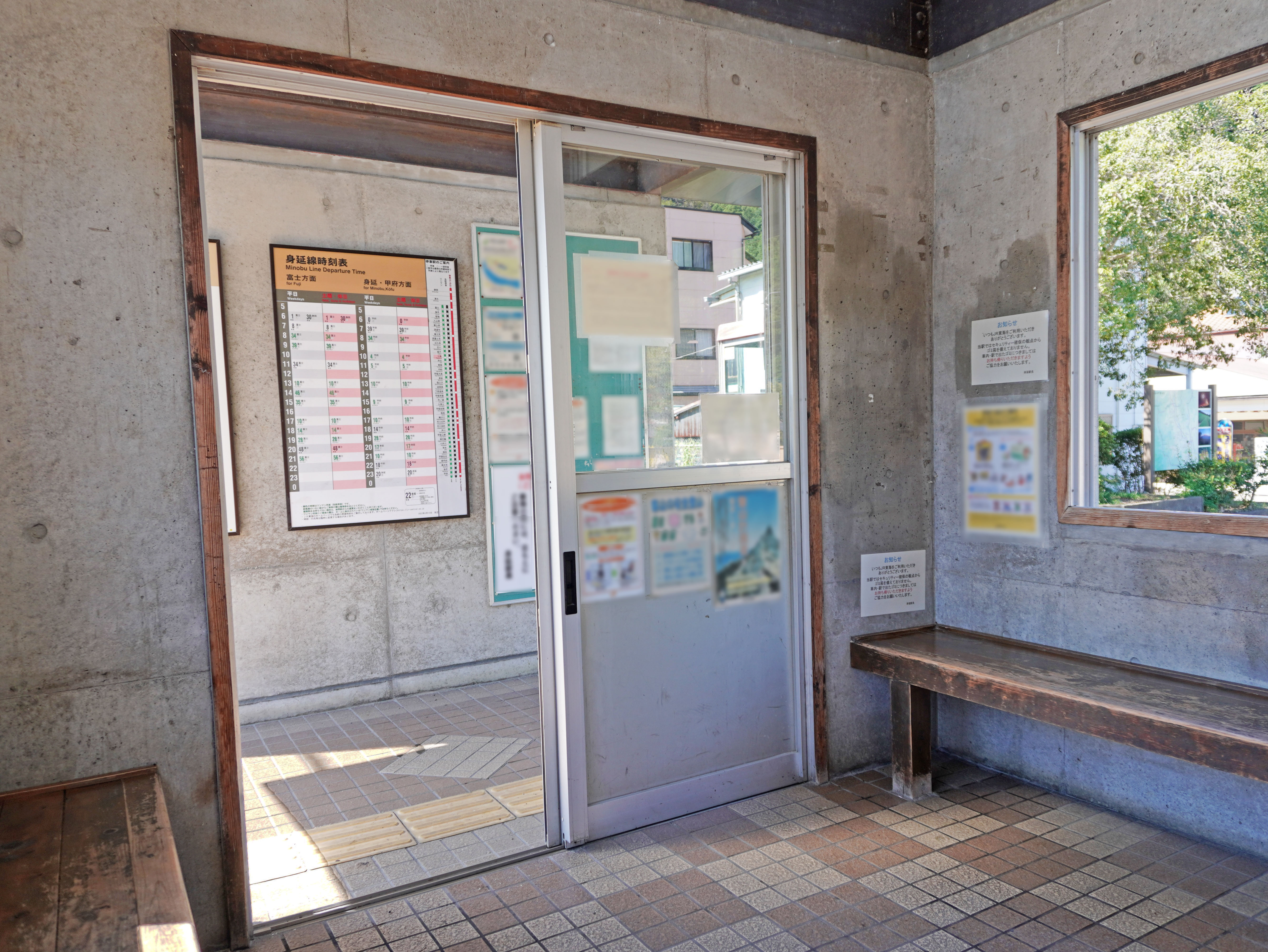
待合室（2022年9月）
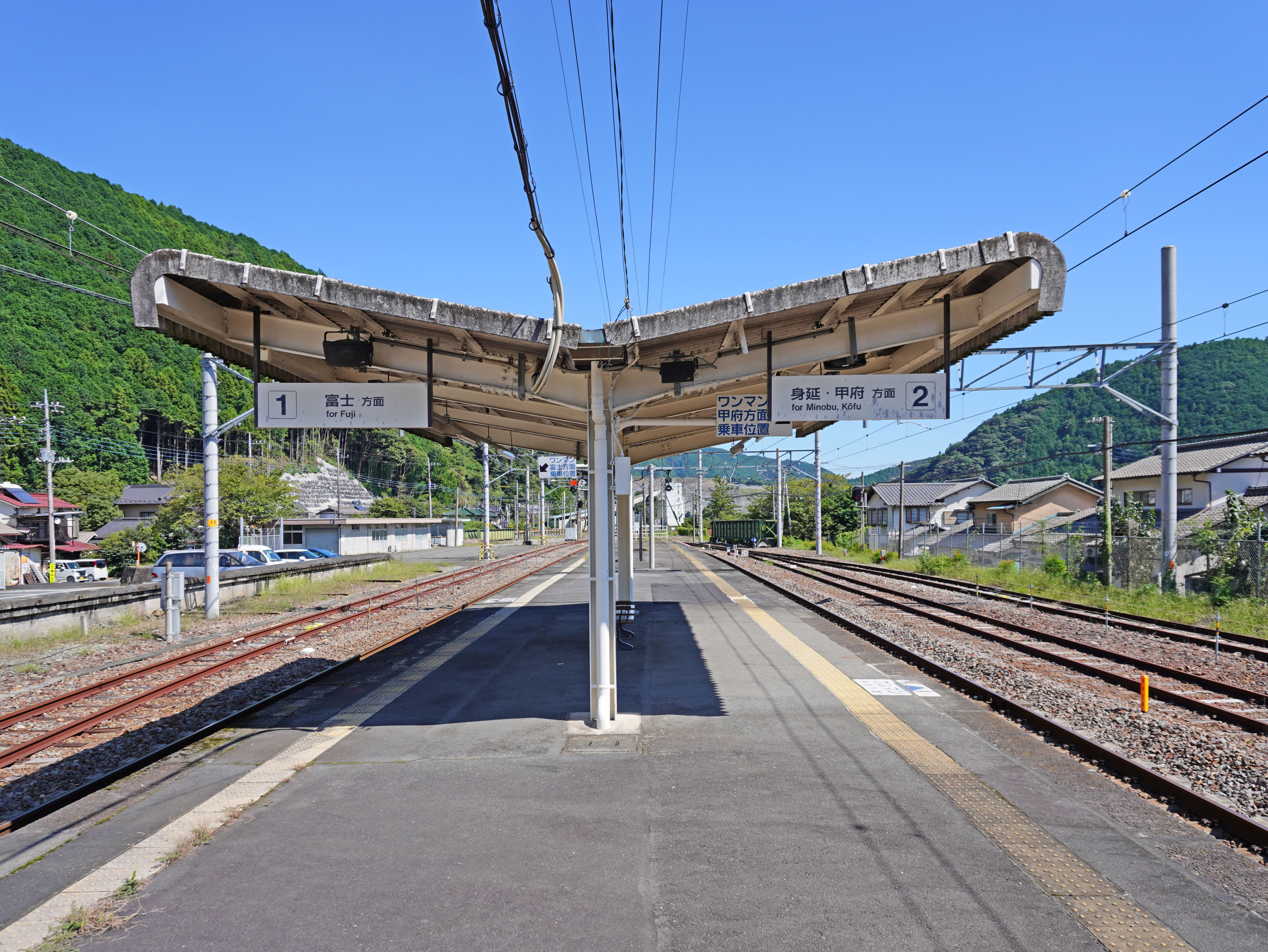
ホーム（2022年9月）
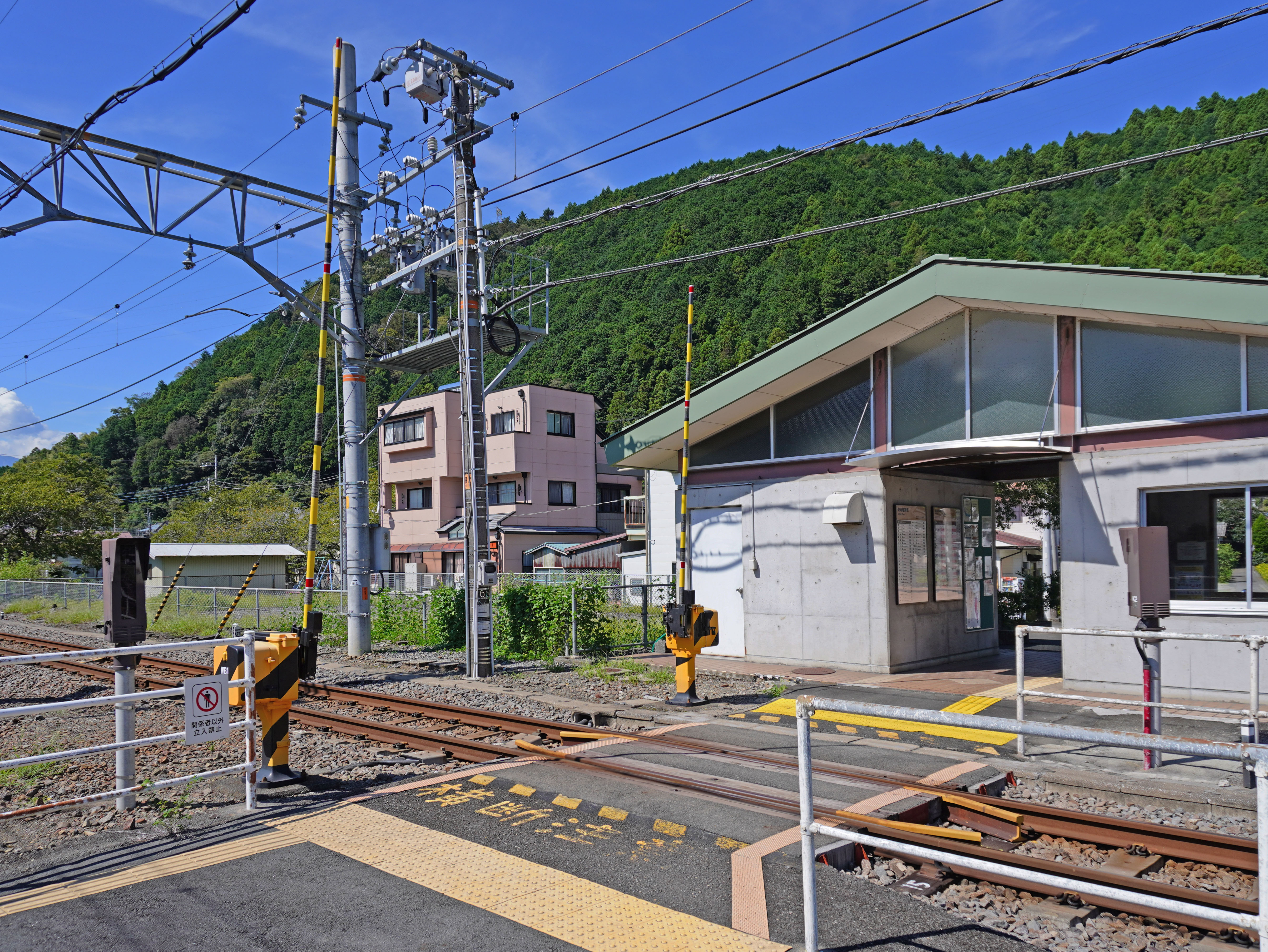
構内踏切（2022年9月）

## 利用状況
『山梨県統計年鑑』によると、1日当たりの平均乗車人員は以下の通り。
| 乗車人員推移 | 乗車人員推移 |
| 年度         | 1日平均人数  |
| ------------ | ------------ |
| 2005         | 96           |
| 2006         | 85           |
| 2007         | 80           |
| 2008         | 80           |
| 2009         | 74           |
| 2010         | 65           |
| 2011         | 53           |
| 2012         | 54           |
| 2013         | 52           |
| 2014         | 40           |
| 2015         | 36           |
| 2016         | 31           |
| 2017         | 25           |
| 2018         | 32           |

## 駅周辺
駅南を富士川がほぼ身延線に沿う形で流れており、駅のある方に十島の、駅とは対岸に万沢の集落が開けている。二つの集落は駅のすぐ東にある国道469号の万栄橋で結ばれており、十島だけで無く万沢へも当駅が便利である。
十島の集落には十島簡易郵便局等があるが規模は万沢の方が大きい。万沢には南部町万沢支所、南部警察署万沢駐在所、南部町立万沢小学校、南部町立万沢中学校（2011年4月廃止）郵便局等があり、国道52号も走っている。
その他当駅付近の主要なスポットとしては佐野川温泉がある。なおコンビニは最も近いものでも駅から3km以上離れている。

## バス路線
「十島駅」停留所にて、南部町営バスの路線が発着する。
- 陵草線：役場前 ※平日運転
- 徳間・十島線：徳間 ※平日土曜運転
- 陵草線：屋敷平公民館 ※平日運転

## 隣の駅
東海旅客鉄道（JR東海）
CC 身延線
稲子駅 - 十島駅 - 井出駅